# عملية دنغو

## خلفية
عملية دنغو كانت غارة كبيرة شنتها قوات الأمن الروديسية ضد مقر جيش زيمبابوي للتحرير الوطني الإفريقي (ZANLA) في شيمويو ومعسكر أصغر في تيمبو في موزمبيق في الفترة من 23-25 نوفمبر 1977. كانت شيمويو منشأة كبيرة لتخييم جيش التحرير، وقاعدة انطلاق للمتمردين الذين يتسللون إلى روديسيا. كانت تقع في مزرعة جديدة، تعرف محليًا باسم مزرعة أدريانو. وتقع مزرعة قديمة، وعدد من الآثار والمقابر ذات الصلة، نحو 18 كيلومترا شمال شرق بلدية شيمويو. () تتميز مواقع الذين سقطوا باثني عشر مقبرة جماعية على الأقل تتجمع حول مجمع المزرعة الجديدة الرئيسي.
في حين قتل جندي واحد فقط من القوات الجوية الخاصة الروديسية في العملية، تم الإبلاغ عن مقتل أكثر من 3000 مقاتل من جيش التحرير. أصيب 5000 عضو أخر، مقابل ستة من جانب روديسا فقط. [هل المصدر موثوق به؟] .

## الهدف
كانت المزرعة الجديدة مزرعة استحوذت عليها حكومة فريليمو في عام 1975 من مالكها البرتغالي المعروف باسم «أدريانو». تم تأجيرها لمنظمة جيش زيمبابوي للتحرير الوطني الإفريقي في زيمبابوي التي جعلت منها (آنذاك) مقر العمليات الرئيسي للحرب ضد روديسيا. كانت المزرعة الجديدة مركزًا سياسيًا وعسكريًا وكان من الممكن أن تضم بعض أفراد الأسر من المحتلين العسكريين والسياسيين في المخيم. ذكرت صحيفة صنداي ميل  المملوكة للحكومة في زيمبابوي وجود 20 مقبرة جماعية تتعلق بمعارك 23-25 نوفمبر 1977 وتفصيل الأجزاء المكونة لهذا المخيم. يسمى:
- بيت مزرعة أدريانو، أو «البيت الأبيض» - المقر الرئيسي لحزب جيش التحرير (مقر إقامة يوشيا تونغوغارا وآخرين من هيئة الأركان العامة)؛
- مستشفى مخيم باريرينياتوا؛
- معسكر تاكاويرا 1 للتدريب العسكري العام؛
- معسكر تاكاويرا 2 للهندسة والتدريب ضد الطائرات (مقر للكوادر المتشددين المدربين في الصين ويوغوسلافيا وتنزانيا)؛
- كلية شيتيبو للأيديولوجيا، للتلقين السياسي والدعاية، وما إلى ذلك؛
- مخيم شيندوما - مدرسة عامة؛
- مبويا نيهاندا أ - معسكر تدريب عسكري نسائي؛
- مبويا نيهاندا ب - عيادة أمراض النساء والتوليد للكوادر النسائية؛
- مخيم بيسي نتيني - وحدة لإعادة تأهيل الكوادر المعوقة والجرحى؛
- مخيم شامينوكا - وحدة الأمن الداخلي والاستخبارات التي تتضاعف كسجن؛
- معسكر زفيدي زفيفانهو - المخازن العسكرية: الذخائر والتموين ومجمع المركبات؛
- مخيم باسيتشيغار - مخيم لإيواء المعالجين التقليديين والوسطاء والمتنبئين بالمستقبل؛
- مخيم سيكورو كاجوفي - دار رعاية للكوادر المتقاعدة أو أقاربهم الأكبر سنا.

## العملية
في 0745 صباحاً، مباشرة بعد ضربة شنتها طائرات كانبيرا وهنتر الهجومية القديمة لسلاح الجو الروديسي، تعرضت المعسكرات للهجوم. شارك 96 فرداً من القوات الجوية الخاصة، و 48 من جنود المظلات الروديسية الخفيفة، و 40 جنديًا إضافيًا من من قوات المظلات الخفيفة على متن مروحية. كان الهدف هو استغلال تركيز القوات على أرض العرض للاستعراض الصباحي. من أجل ضرب أكبر عدد ممكن من الأهداف الأرضية، أعيدت ست طائرات نفاثة فامباير يعود تاريخها إلى الأربعينيات لاستخدامها في العملية. [بحاجة لمصدر]

كجزء من خطة الخداع، تم نقل طائرة دوجلاس دي سي-8 فوق معسكرات شيمويو قبل 10 دقائق من الغارة الجوية؛ فرضت قوات جيش التحرير المجمعة إنذارًا زائفًا ثانيًا، ولم تتفرق أو تحاول التستر عند اقتراب القاذفات لاحقًا. في الهجوم الأول، أسقطت أربع قاذفات قنابل 1200 قنبلة ألفا (قنابل مضادة للأفراد من تصميم روديسيا) على مساحة بطول 1.1 كيلومتر (0.68 ميل) وعرض 500 متر (1,600 قدم).
بعد الضربات الجوية الأولية التي قامت بها طائرات كانبيرا وهنتر وفامباير، قامت عشر طائرات مروحية من طراز ألويت الثالثة بالاشتباك مع أهداف في المناطق المخصصة والتي تسببت معًا في إلحاق غالبية الضحايا، في حين وفرت طائرتا فامباير دعم جوي قريب. تم نشر المظليين وقوات طائرات الهليكوبتر على ثلاثة جوانب من الهدف في مجموعات توقف وخطوط اكتساح مختلفة،  وكانت فعالة أيضًا في قتل أعداد كبيرة من كوادر جيش التحرير الفارين. ومع ذلك، سمح الحجم الصغير للقوة البرية وعدم وجود حصار كامل لعدد من كوادر جيش التحرير بالهروب. نجا هدفان مهمان للهجوم، وهما قادة جيش زيمبابوي للتحرير الوطني الإفريقي يوشيا تونغوغارا وريكس نونغو. [بحاجة لمصدر]

بقيت قوة «بقاء في الخلف» من قوات الجو الخاصة في مواقع كمين حول المنطقة طوال الليل، لانتظار أياً من أفراد جيش التحرير قد يعود. ثم تم استخراج هذه القوة بطائرة هليكوبتر في الصباح. انسحبت القوة الروديسية، بعد أن فقدت عضوًا واحدًا من القوات الجوية الخاصة، إف جي نيل تم إطلاق النار عليه وقتله في شيمويو. وقتل طيار فامباير، فيليب هاي، محاولاً تحطيم طائرته في حقل بعد أن تضررت طائرته بنيران أرضية. اختار الطيار محاولة الهبوط الاضطراري بدلاً من تنفيذ العمل الخطير المتمثل في الخروج من الطائرة التي لم تكن مزودة بمقعد طرد.
تم القبض على عدة أطنان من المعدات. تم تدمير المعدات التي تم الاستيلاء عليها في مكان العثور عليها أو أعيدت إلى روديسيا. [بحاجة لمصدر]

## ما بعد العملية
وتكرر هجوم مماثل بعد يومين في تمبو (). في تلك العملية، تم إلغاء العرض الصباحي، مما جعل الضربة العنقودية على التجمع الأرضي غير فعالة. على الرغم من وجود قاعدة لجبهة تحرير موزمبيق في مكان قريب، إلا أنهم لم يتدخلوا في أنشطة القوة الروديسية.
تم بناء قاعدة جديدة في وقت لاحق في منطقة شيمويو. هاجمها الروديسيون في عام 1978 في إطار عملية سنوبي. كان من المقرر أن تعقب عملية دنغو ثلاثين غارة أخرى عبر الحدود قبل نهاية الحرب.

### فهرس
- Petter-Bowyer، P. J. H. (2003). Winds of Destruction: the Autobiography of a Rhodesian Combat Pilot. Trafford Publishing. ISBN:1-4120-1204-X.
- Geldenhuys، Preller (13 يوليو 2007). Rhodesian Air Force Operations with Air Strike Log. Durban, South Africa: Just Done Productions Publishing. ISBN:978-1-920169-61-9.